# Aliss Ink
Aliss Ink är artistnamnet för en svensk fribrottare. Hon debuterade i branschen 2018.

## Karriär
Aliss Ink har en bakgrund som aktiv inom olika sorters kampsporter.
Hon har bland annat innehaft titelbälten i Westside Xtreme Wrestling (wXw) i Tyskland. Hon har även brottats i Japan för förbundet Stardom, i den legendariska arenan Korakuen Hall.
2022 rankades hon som den 70:e bästa kvinnliga fribrottaren i världen av Pro Wrestling Illustrated. 2023 var hon titelhållare och försvarare av bälten från turneringarna och organisationerna Bodyslam! och Frank Andersson Nordic Wrestling Championship.
Hon har även brottats under namnet Kat Katana och använder sig av smeknamnet Scandinavian Dragon. Det senare artistnamnet användes under den japanska turné hon genomförde sent 2023, i wrestlingligan Stardom World. Inför turnén, där hon var enda svenska deltagare, bröt hon käken under en turnering i USA. Detta ledde till en sju veckor lång konvalescensperiod.
Aliss brottas även flitigt i Sverige.